# 小行星7402
小行星7402（英語：7402）是一颗围绕太阳公转的小行星。1987年12月25日，小島卓雄在千代田发现了此天体。
这颗小行星的绝对星等为292.84309等。